# حباك ذو النظارة
الحباك ذو النظارة (الاسم العلمي: Ploceus ocularis) نوع من الطيور الصغيرة من فصيلة الحباك، متوطن في أنغولا، بوتسوانا، بوروندي، الكاميرون، جمهورية أفريقيا الوسطى، جمهورية الكونغو، جمهورية الكونغو الديمقراطية، إثيوبيا، الغابون، كينيا، مالاوي، موزمبيق، ناميبيا، نيجيريا، رواندا، جنوب أفريقيا، جنوب السودان، السودان، سوازيلاند، تنزانيا، أوغندا، زامبيا وزيمبابوي.